# Преднамеренное убийство (фильм, 1988)
«Преднамеренное убийство» — кинофильм. В Советском Союзе этот фильм в большей степени известен под другим названием — «Убийство первой степени».
Фильм основан на реальных событиях.

## Сюжет
Из тюрьмы сбегают три бандита, которые нападают на семью фермера. Убитыми оказываются шесть человек. Выживает лишь пятнадцатилетний мальчик, которого бандиты захватывают в плен. В дальнейшем убийцы наказаны.

## В ролях
Генри Томас, Джеймс Уайлдер, Стивен Шеллен, Эррол Слью, Сьюзэн Бэйлисс, Уоррен Ван Эвера, Роджер Барнс, Дэвид Мак Кэй , Джон Фокс, Джон ле Февр

## Съёмочная группа
- Автор сценария: Флеминг Фуллер
- Режиссёр: Грэм Кэмпбелл
- Оператор: Лудек Богнер
- Монтаж: Майкл Мак Мэхон
- Композитор: Майкл Данна
- Художники: Бора Буладжик и Джон Дондертман
- Декорации: Тереза Бакли
- Продюсер: Николас Стилиадис
- Исполнительный продюсер: Сид Кэпп
- Помощник продюсера: Джордж Флэк
- Кастинг: Поль Вентура

## Технические данные
- США, Канада, 1988 год, киностудия M-One
- Видео — цветной, 82-84 минуты
- Аудио — моно
- Оригинальный язык — английский

## Другие названия
- Murder One
- Преднамеренное убийство, Убийство первой степени
- Furia omicida
- Assassinat en primer grau
- Crime por Crime
- Assassinato em Primeiro Grau
- Kesytön veri